# Nikolaus Esterházy de Galántha
Nikolaus (Miklós) Esterházy de Galántha, född 8 april 1582 eller 1583, död 11 september 1645, var en ungersk greve, militär och statsman.
Esterházy förvärvade genom giftermål stora rikedomar, och efter övergång från protestantismen till katolicismen blev han en av motreformationens främsta kämpar i Ungern. Han blev palatin 1625.